# イカルス アエロ2
イカルス アエロ2
イカルス アエロ2D
- 用途：練習機
- 製造者：イカルス
- 初飛行：1940年
- 生産数：248機
- 運用開始：1948年
- 退役：1959年

イカルス アエロ2（Ikarus Aero 2）は、第二次世界大戦前に設計され、戦後に製作されたユーゴスラビアのレシプロエンジン動力の軍用練習機である。

## 開発
本機の開発は、ユーゴスラビア空軍に当時就役していたFizir FN複葉機を代替する近代的な単葉練習機の要求に応じて設計された。他国で生産されていた類似の練習機での成功を受けて、動力源にはデ・ハビランド ジプシー・メジャーが採用される予定であった。
1940年6月から11月に実施された競作試験で他の2機種を抑えイカルス社が提案した（Boris Cijan）と（Đorđe Petković）の設計による機体が選ばれたが、戦後にユーゴスラビア空軍が再建されるまで量産は行われなかった。最終的に248機が生産され（によると380機）、1948年から1959年まで就役していた。

## 設計
アエロ2は低翼単葉で訓練生と教官がタンデムに座る開放式コックピットを有していたが、後に型ではコックピットはキャノピーで覆われた。降着装置は固定式で、後側は橇を使用していた。

## 派生型
アエロ 2B
出力145hp (108kW)のデ・ハビランド ジプシー・メジャー エンジンを搭載した開放式コックピット版
アエロ 2BE
出力145hp (108kW)のデ・ハビランド ジプシー・メジャー エンジンを搭載した密閉式コックピット版
アエロ 2C
出力160hp (119kW)のWalter Minor 6-III エンジンを搭載した開放式コックピット版
アエロ 2D
出力160hp (119kW)のWalter Minor 6-III エンジンを搭載した密閉式コックピット版
アエロ 2E
出力160hp (119kW)のWalter Minor 6-III エンジンを搭載した密閉式コックピット版
アエロ 2F
出力160hp (119kW)のWalter Minor 6-III エンジンを搭載した開放式コックピット版
アエロ 2H
出力160hp (119kW)のWalter Minor 6-III エンジンを搭載した双フロートの水上機版

## 運用
ユーゴスラビア
- ユーゴスラビア空軍
  - 第1訓練航空連隊 (1945–1948)
  - 第103偵察航空連隊 (1949–1951)
  - 予備役士官学校第267航空連隊 (1951–1953)
  - 第122水上機連絡飛行隊 (1949–1959)
  - 第29航空師団訓練飛行隊 (1953–1959)
  - 第39航空師団訓練飛行隊 (1956–1959)
  - 第44航空師団訓練飛行隊 (1956–1959)
  - 第7航空軍団連絡飛行隊 (1953–1956)

## 要目
(2B) 
- 乗員：2名
- 全長：8.45 m (27 ft 83⁄4 in)
- 全幅：10.5 m (34 ft 51⁄4 in)
- 全高：2.80 m (8 ft 101⁄4 in)
- 翼面積：17.4 m2 (187 ft2)
- 空虚重量：564 kg (1241 lb)
- 全備重量：996 kg (2196 lb)
- エンジン：1 × デ・ハビランド ジプシー・メジャー 倒立直列エンジン、108 kW (145 hp)
- 最大速度：208 km/h (129 mph)
- 巡航高度：4,500 m (14,765 ft)
- 航続距離：680 km (423 miles)